# Banda Occaneechi de la Nació Saponi
La Banda Occaneechi de la Nació Saponi són descendents dels històrics saponi i altres amerindis de parla sioux que van ocupar el Piemont de Carolina del Nord i Virgínia. La comunitat es troba principalment a Pleasant Grove, comtat d'Alamance (Carolina del Nord). La tribu manté una oficina a Mebane, on porta a terme programes en benefici dels prop de 701 inscrits membres de la tribu.
Hi ha documentació limitada que vinculi als membres de la tribu a les tribus històriques Occaneechi i saponi. Després de la guerra al sud-est al segle xviii, la majoria dels restants membres de la tribu saponi van anar al nord el 1740 per la protecció dels iroquesos. Després de la Revolució Americana, es va traslladar amb els iroquesos al Canadà, ja que havien estat aliats dels britànics.
Després de la guerra i la migració, els saponi van desaparèixer dels registres històrics al sud-est, en part a causa de la discriminació racial que sovint els inclou en els registres només com a negres lliures o gent de color lliure, quan els estats i el govern federal no tenia categoria en els censos per als amerindis. A més, perquè l'esclavitud es va convertir essencialment en una casta racial, la societat del Sud tendia a classificar les persones amb alguna ascendència africana com a negre, en lloc de reconèixer l'ascendència mixta. Això es va fer especialment a l'època del canvi del segle xix al xx, després que els demòcrates blancs van recuperar el control de les legislatures estatals arreu del Sud i van establir un sistema binari de segregació racial.
Els saponi que es van quedar a Carolina del Nord eren majoritàriament aculturats. La comunitat es troba tradicionalment a l'antiga comunitat "Little Texas" de Pleasant Grove, on la tribu té 25 acres (100.000 m²) de terra. Al segle xx, la tribu va treballar per reviure les seves tradicions culturals. S'està desenvolupant una instal·lació de centre tribal. Això inclourà una vila occaneechi reconstruïda del 1700, un museu, una granja de la dècada de 1880, espai de reunió de la comunitat, i àrees de classes.

## Reconeixement
La Banda Occaneechi-Saponi Band és una tribu reconeguda estatalment de Carolina del Nord.
Encara que la North Carolina Commission of Indian Affairs (NCCIA) es va oposar originalment a la concessió de reconeixement, un jutge de dret administratiu va determinar que la Banda Occaneechi-Saponi reunia les condicions establertes i va recomanar que la comissió concedís el reconeixement tribal als peticionaris. Aquesta recomanació es va convertir en decisió final del cas quan la NCCIA no va emetre una decisió final dins dels terminis establerts en la N.C. Gen. Stat. § 150B-44 (1991).
La NCCIA va apel·lar la decisió, però la Cort Suprema de Carolina del Nord va negar la revisió i dissolgué l'estada temporal en 2001. (Vegeu 354 N.C. 365, 556 S.E.2d 575 (2001). Això significa que va sostenir la recomanació del jutge administratiu.

## Activitats
La tribu celebra un pow-wow anual en el segon cap de setmana de juny, de la seva propietat tribal a Dailey Store Road, deu milles (16 km) al nord de Mebane.